# UFC 211
UFC 211: Miocic vs. dos Santos 2 (også kendt som UFC 211) var et MMA-stævne, produceret af Ultimate Fighting Championship, der blev afholdt den 13. maj 2017 i American Airlines Center i Dallas, Texas i USA.

## Baggrund
Stævnet var det fjerde som UFC afholdt i Dallas, efterfulgt af UFC 185 i marts 2015, UFC 171 i marts 2014 og UFC 103 i september 2009.
En UFC Sværvægts-titelkamp mellem den nuværende mester Stipe Miocic og tidligere mester Junior dos Santos var hovedattraktionen. De mødtes tidligere i kamp i december 2014 ved UFC on Fox: dos Santos vs. Miocic, hvor dos Santos vandt en tæt enstemmig afgørelse.
Danske Joachim Christensen kæmpede sin tredje UFC-kamp i karrieren på stævnet, hvor han tabte russiske Gadzhimurad Antigulov via submission (rear-naked choke) i 1. omgang efter 2 minutter og 21 sekunder.

## Bonus awards
De følgende kæmpere blev belønnet med $50,000 bonuser:
- Fight of the Night: Chase Sherman vs. Rashad Coulter
- Performance of the Night: Stipe Miocic og Jason Knight

## International tv-transmittering
| Land    | Tv-kanal         |
| ------- | ---------------- |
| Denmark | Viaplay Fighting |
| Norway  | Viaplay Fighting |
| Sweden  | Viaplay Fighting |